# 케빈 폴란트
케빈 폴란트(Kevin Volland, 1992년 7월 30일 ~ )은 독일의 축구선수이다. 현재 독일 3. 리가의 1860 뮌헨에서 활약하고 있으며, 과거 독일 축구 국가대표팀으로도 활약하였다.